# 農民の結婚式 (ヤン・ステーン)
『農民の結婚式』（のうみんのけっこんしき、独: Bauernhochzeit、英: A Village Wedding）、『騙された花婿』（だまされたはなむこ、独: Der betrogene Bräutigam、英: The Cheated Bridegroom）は、17世紀オランダ黄金時代の画家ヤン・ステーンが1670年頃にキャンバス上に油彩で制作した絵画である。道徳的・教訓的な風俗画で、現実観察に満ちた活気あふれる描写がなされている。作品は1783年にウィーンの帝室画廊で収蔵を確認され、現在はウィーンの美術史美術館に所蔵されている。

## 作品
描かれているのは、結婚式の祝宴の夕方の情景である。花婿と花嫁は宴席を離れて、新婚初夜を迎える部屋に引っ込む時がやってきた。客人たちのからかいの言葉や哄笑の中、2人は部屋へと導かれる。
画面中央には、画家ヤン・ステーン自身である「ロンメルポット (Rommelpot)」の演奏者が見える。ロンメルポットというのは、陶製の深鍋に半分ほど水を満たし、上の開口部にブタの膀胱を張った自家製の騒音楽器で、屠殺されるブタの悲鳴を想起させる凄まじい騒音を出す。演奏者の手前にいる少年は、真っ赤に熾した炭火を詰めたベッド用平鍋を手に持っている。彼はいらずらっぽい笑いを鑑賞者に向けて、恥ずかしそうに身を反らしている花嫁を後ろから押している。
花嫁はどうやら妊娠後期であるらしい。やや年を取った痩せぎすの花婿は、花嫁を両腕で自分のほうに引き寄せようとしている。扉口のところでは、若い男が伸ばした手を高く掲げて、指で2本の角を仄めかしている。その指の表すものは「角の生えた亭主＝間男された夫」であり、花婿が騙されていることを示している。宴席に出ている者は皆そのことを知っているが、彼自身だけはずっと年下の若い花嫁に惚れこんでいるため気づいていない。
食器類と食物、そして床面に散乱した花の飾りは幕引きになろうとする祝宴の状況を示している。一方、活気ある身振りと意味ありげな表情の人物たちは、さながら舞台上の役者のように振る舞っている。ステーンの絵画ではしばしば見られることであるが、もしかしたら本作には同時代の舞台劇の情景が絵解きされているのかもしれない。そうであれば、当時の鑑賞者はその劇のことを思い出し、喜びを感じるということになる。